# Мус-Джо Уорриорз
«Мус-Джо Уорриорз» (англ. Moose Jaw Warriors) — молодёжный хоккейный клуб из города Мус-Джо, провинция Саскачеван, Канада. Выступает в Западной хоккейной лиге (WHL). Домашние игры команда проводит на арене «Мус-Джо Ивентс Центр». 

## История
Франшиза была основана как «Виннипег Уорриорз» перед началом сезона 1980–81, и выступала на «Виннипег Арене», которую они делили с «Виннипег Джетс».
В течение 26 сезонов «Уорриорз» играли в «Мус-Джо Цивик Центре», также известном как «Раздавленная банка», а затем переехали в «Мозаик Плэйс» ныне переименованный в «Мус-Джо Ивентс Центр», в центре города.
Первые несколько сезонов в «Мус-Джо» ознаменовались появлением Теорена Флёри в качестве главной атакующей угрозы команды. Несмотря на посредственный результат на льду, Флёри входил в пятерку лучших бомбардиров WHL за время своего пребывания в команде. В сезоне 1985–86, во главе с Флёри, Келли Букбергером, Майком Кином и Лайлом Оделайном «Уорриорз» впервые после переезда вышли в плей-офф.
В сезоне 2005–06 команда впервые вышла в финал WHL, но в четырёх матчах подряд проиграла команде «Ванкувер Джайэнтз».
В сезоне 2023–24 «Уорриорз» впервые стали чемпионами WHL, обыграв команду «Портленд Уинтерхокс» со счётом 4-0 в серии.

## Достижения
- Чемпион WHL (1): 2024;
- Победитель конференции (2): 2006, 2024;
- Победитель регулярного сезона (1): 2017–18;
- Победитель дивизиона (4): 2003–04, 2005–06, 2011–12, 2017–18;